# Grup finit generat

necesită doi generatori, reprezentate de această.

În algebră, un grup finit generat este un grup G care are o mulțime de generatori⁠(d) S finită, astfel încât orice element al lui G să poată fi scris ca o combinație (prin operația grupului) de un număr finit de elemente ale mulțimii finite S și de inversele acestor elemente.
Prin definiție, orice grup finit este și finit generat, deoarece S poate fi considerat a fi G însuși. Orice grup infinit finit generat trebuie să fie numărabil, dar grupurile numărabile nu sunt neapărat și finit generate. Grupul aditiv al numerelor raționale Q este un exemplu de grup numărabil și care nu este finit generat.

## Exemple
- Un grup care generat de un singur element se numește ciclic⁠(d). Orice grup ciclic infinit este izomorf⁠(d) cu grupul aditiv⁠(d) al numerelor întregi Z. Un grup ciclic local⁠(d) este un grup în care orice subgrup finit generat este ciclic.
- Grupul liber⁠(d) pe o mulțime finită este finit generat de elementele acelei mulțimi.
- Orice factor al unui grup finit generat G este finit generat; grupul factor este generat de imaginile generatorilor lui G sub proiecția canonică.
- Un subgrup al unui grup finit generat nu este neapărat finit generat.
- A fortiori⁠(d), orice grup finit prezentat⁠(d) este finit generat.

## Grupuri abeliene finit generate

Cele șase rădăcini de gradul șase ale unității formează un grup ciclic în raport cu înmulțirea.

Orice grup abelian poate fi văzut ca un modul⁠(d) peste inelul numerelor întregi Z, și într-un grup abelian finit generat⁠(d) cu generatorii x1, ..., xn, orice element x al grupului poate fi scris ca combinație liniară⁠(d) a acestor generatori,
x = α 1 ⋅ x 1 + α 2 ⋅ x 2 + ... + α n ⋅ x s
cu α 1, ..., α n  numere întregi. 
Subgrupurile unui grup abelian finit generat sunt ele însele finit generate. 
Teorema fundamentală a grupurilor abeliene finit generate⁠(d) afirmă că un grup abelian finit generat este suma directă⁠(d) a unui grup abelian liber⁠(d) de rang finit și un grup abelian finit, fiecare dintre acestea fiind unice până la izomorfism. 

## Subgrupuri
Un subgrup al unui grup finit generat nu este neapărat finit generat. Subgrupul comutator⁠(d) al grupului liber⁠(d) F2 pe două generatoare este un exemplu de subgrup al unui grup finit generat care nu este finit generat. 
Pe de altă parte, toate subgrupurile unui grup abelian finit generat sunt finit generate. 
Un subgrup de indice⁠(d) finit al unui grup finit generat este întotdeauna finit generat, iar formula Schreier a indicelui⁠(d) dă o legătură cu numărul de generatori necesari.
În 1954, Albert G. Howson a arătat că intersecția a două subgrupuri finit generate de un grup liber este și ea finit generată. În plus, dacă m și n sunt numerele de generatori ai celor două subgrupuri finit generate, atunci intersecția lor este generată de cel mult 2mn − m − n + 1 generatori. Această limită superioară a fost apoi îmbunătățită semnificativ de către Hanna Neumann⁠(d) la 2(m − 1)(n − 1) + 1, vezi conjectura Hanna Neumann⁠(d). 
Laticea de subgrupuri⁠(d) a unui grup satisface condiția de înlănțuire ascendentă dacă și numai dacă toate subgrupurile grupului sunt finit generate. Un grup care are proprietatea că toate subgrupurile sale sunt finit generate se numește noetherian⁠(d). 
Un grup cu proprietatea că orice subgrup finit generat este și finit se numește local finit⁠(d). Orice grup local finit este periodic⁠(d), adică fiecare element are un ordin finit. Analog, orice grup abelian periodic este local finit.

## Aplicații
Teoria geometrică a grupurilor studiază legăturile dintre proprietățile algebrice ale grupurilor finit generate și proprietățile topologice și geometrice ale spațiilor pe care acționează⁠(d) aceste grupuri. 

## Noțiuni asociate
Problema cuvântului⁠(d) pentru un grup finit generat este problema deciziei⁠(d) dacă două cuvinte⁠(d) din generatorii grupului reprezintă același element. Problema cuvântului pentru un anumit grup finit generat este rezolvabilă dacă și numai dacă grupul poate fi încorporat în toate grupurile algebrice închise⁠(d). 
Rangul unui grup⁠(d) este adesea definit a fi cel mai mic cardinal⁠(d) al unei mulțimi de generatori pentru grup. Prin definiție, rangul unui grup finit generat este finit. 